# Boussac (Lot)
Boussac é uma comuna francesa na região administrativa de Occitânia, no departamento de Lot. Estende-se por uma área de 7,77 km². Em 2010 a comuna tinha 192 habitantes (densidade: 24,7 hab./km²).